# Monberg & Thorsen
 Der er for få eller ingen kildehenvisninger i denne artikel, hvilket er et problem. Du kan hjælpe ved at angive troværdige kilder til de påstande, som fremføres i artiklen.

Monberg & Thorsen A/S var et dansk entreprenørfirma og bygge- og anlægsvirksomhed, der i dag er en del af MT Højgaard-gruppen. Firmaet blev stiftet i 1919 af ingeniørerne Axel Monberg og Ejnar Thorsen som en personlig ejet virksomhed.

## Historie
Monberg & Thorsen blev i 1937 omdannet fra at være et personligt ejet selskab til et aktieselskab med en aktiekapital på 1,5 mio. kr. Monberg & Thorsen fik overdraget bygningen af kornsiloer i Iran, hvilket blev begyndelsen til virksomhedens aktivitet uden for Skandinavien. Monberg & Thorsen opførte i årene 1928-35 Lillebæltsbroen.
Interessentskabet Danish Arctic Contractors (DAC) stiftedes i 1952 af 6 danske entreprenørfirmaer med Monberg & Thorsen som administrerende firma. DAC har siden udført meget betydelige bygge-, anlægs- og servicearbejder i Grønland.
Monberg & Thorsen erhvervede i 1965 en andel i Alfred Benzon A/S. I løbet af de næste 4 år blev besiddelsen øget til 50%.
Efter at Monberg & Thorsen havde været minoritetsaktionær i Codan Gummi A/S i en årrække, erhvervedes i 1975 to større aktieposter. Monberg & Thorsen ejede herefter 52% af de stemmeberettigede aktier, og selskabet indgik i Monberg & Thorsen koncernen.
Efter at have været i stifterfamiliernes eje siden 1919 blev Monberg & Thorsen i 1980 optaget til notering på Københavns Fondsbørs.
Interessentskabet Greenland Contractors (GC) stiftedes i 1985 af interessenterne i DAC og Grønlands Hjemmestyre med Monberg & Thorsen som administrerende firma, og siden 1986 har GC videreført DAC's betydelige serviceopgaver i Grønland.
Selskabet MT Oil A/S etableredes i 1985. MT Oil deltager i interessentskabet Danish Petroleum Enterprise (DPE), som via en 12½% ejerandel i upstream olieselskabet Dansk Energi Consortium (DENERCO) deltager i olieefterforskningen i den danske del af Nordsøen.
I 1986 erhvervedes de sidste 50% af aktierne i A/S Alfred Benzon.
Det børsnoterede Monberg & Thorsen tog i 1988 navneforandring til Monberg & Thorsen Holding og entreprenøraktiviteterne udskiltes i et nystiftet selskab med navnet Monberg & Thorsen A/S.

## Fusioner
Monberg & Thorsen Holding og A/S Alfred Benzon fusionerede i 1990 med det resultat, at koncernen herefter bestod af et moderselskab med datterselskaberne: Benzon Brands, Benzon Pharma, Codan Gummi, S. Dyrup & Co., Mecobenzon og Monberg & Thorsen. Samme år blev Benzon Brands solgt fra.
Ligeledes i 1990 købte Monberg & Thorsen Danaliths entreprenøraktiviteter, der videreførtes som to selvstændige divisioner i Monberg & Thorsen.
I 1991 blev Benzon Pharma solgt fra. Mecobenzon fusionerede med Nordisk Droge & Kemikalie A/S og skiftede navn til Nomeco A/S. S. Dyrup & Co. købte Xylochimie i Frankrig og aktiviteterne i GORI all-wood international as.
I 1992 fusionerede Nomeco A/S med Bang & Tegner A/S med Nomeco som fortsættende selskab.
I 1993 udvidede S. Dyrup & Co. A/S sin ejerandel i det portugisiske selskab Tintas Dyrup fra 49% til 100% og købte det franske selskab Veraline.
I 1996 blev S. Dyrup & Co. A/S igen helejet af Monberg & Thorsen Holding. Entreprenøraktiviteterne i Monberg & Thorsen Holding foretog større og mindre virksomhedsopkøb, hvor overtagelsen af entreprenørfirmaet Larsen & Nielsen ultimo året var den største.
I 1998 afhændede Monberg & Thorsen Holding sin aktiepost på 54,5% i Codan Gummi A/S. Nomeco A/S blev sammenlagt med Tamro Oyj. Monberg & Thorsen Holding besad herefter 65,2% af Meco Holding A/S, der besad en aktiepost på 28,1% i Tamro Oyj. Monberg & Thorsen Holding afhændede i 2000 sine kapitalinteresser i Tamro Oyj ved salg af samtlige aktier i Meco Holding A/S og S&L Invest A/S.
I 2001 blev entreprenøraktiviteterne i Monberg & Thorsen A/S og Højgaard & Schultz A/S sammenlagt under navnet MT Højgaard A/S. På den ordinære generalforsamling året efter, den 21. maj 2002, blev det vedtaget at ændre selskabets navn fra Monberg & Thorsen Holding A/S til Monberg & Thorsen A/S.
Lindpro A/S har siden august 2002 været det nye navn for MT Højgaard Installation A/S. Herved fik installationsforretningen en selvstændig profil, hvilket var meningen allerede fra sammenlægningen af de to entreprenørvirksomheder i 2001. MT Højgaard Stål blev samtidig udskilt i en selvstændig virksomhed med eget logo under det nye navn Promecon.
I 2003 blev aktiekapitalen nedsat med nominelt 4,0 mio. kr., hvorefter aktiekapitalen udgjorde 71,7 mio. kr. I 2005 blev ejerandelen i Denerco Oil A/S forøget fra 12,5 % til 21,6 %., men i august 2006 blev aktierne i Denerco Oil A/S afhændet. Endelig i 2011-2012 blev Dyrup frasolgt så at det eneste tilbageværende aktiv er aktieandelen i MT Højgaard.